# NGC 5600
NGC 5600 ist eine 12,0 mag helle Spiralgalaxie mit ausgedehnten Sternentstehungsgebieten vom Hubble-Typ Sc im Sternbild Bärenhüter am Nordsternhimmel. Sie ist schätzungsweise 105 Millionen Lichtjahre von der Milchstraße entfernt und hat einen Durchmesser von etwa 45.000 Lichtjahren. 

Im selben Himmelsareal befinden sich u. a. die Galaxien NGC 5587 und NGC 5591.
Das Objekt wurde am 17. April 1784 von Wilhelm Herschel mit einem 18,7-Zoll-Spiegelteleskop entdeckt, der sie dabei mit „pF, not S, lbM, r“ beschrieb.